# Arbejdernes Fællesorganisation
Arbejdernes Fællesorganisation var en fælles landsdækkende organisation inden for fagbevægelsen stiftet i 1898 under navnet 'De samvirkende Fagforbund' og omdøbt til 'Arbejdernes Fællesorganisation' i 1935. Organisationen bestod af de mange lokale fællesorganisationer, som var opstået som 'De samvirkende arbejder- og fagforeninger', 'Arbejdernes Fællesorganisation' eller 'De samvirkende fagforeninger'. Fælles for de lokale fællesorganisationer var, at de i hver deres by eller amt havde til formål at gøre en fælles aktiv indsats for lønmodtagerne i lønkampe, sikre at alle fag blev organiseret og arbejde politisk i bred forstand.
Louis Pios stiftelse af den dansk afdeling af Internationalen 15. oktober 1871 var kraftigt med til at styrke oprettelsen af lokale fagforeninger blandt den voksende arbejderbefolkning i de danske byer.
I 1889 afholdt en række europæiske arbejderpartier i et fælles møde i Paris, som havde til formål at få igangsat et politisk samarbejde inden for fagbevægelsen på tværs af landegrænserne. Udløberen af mødet blev hovedkravet om otte timers arbejdsdag. Samtidig besluttede man at gøre 1. maj til en international kampdag med dette krav som tema.
Dette fælles krav om otte timers arbejdsdag var stærkt medvirkende til at de mange små danske fagforeninger på tværs af fag begyndte at slutte sig sammen i lokale fællesorganisationer under navne som De samvirkende arbejder- og fagforeninger eller blot de samvirkende fagforeninger.
Fælles for disse lokale fællesorganisationer var, at de skulle gøre en mere aktiv indsats for lønmodtagerne i lønkampe, sikre at alle fag blev organiseret og arbejde politisk i bred forstand.
De lokale bevægelser og den landsdækkende Arbejdernes Fællesorganisation blev ved en reorganisering af strukturen i arbejderbevægelsen samlet og lagt sammen under LO.